# Izabela Jaruga-Nowacka
Izabela Walentyna Jaruga-Nowacka (23. august 1950 – 10. april 2010) var en polsk politiker, som var indvalgt i Polens parlament Sejm siden 1993 (med en pause i perioden 1997-2001.)
I perioden 2004-2005 var hun vicepremierminister under premierministeren Marek Belka.
Hun var dedikeret feminist, og var medlem af Sejm i perioderne: 1993-97, 2001-05, 2005-07 og blev valgt for fjerde gang i oktober 2007.
Hun omkom under et flystyrt den 10. april 2010, sammen med bl.a. Polens præsident Lech Kaczyński.